# (14533) Roy
(14533) Roy est un astéroïde de la ceinture principale.

## Description
(14533) Roy est un astéroïde de la ceinture principale. Il fut découvert le 24 août 1997 à Bédoin par Pierre Antonini. Il présente une orbite caractérisée par un demi-grand axe de 2,57 ua, une excentricité de 0,18 et une inclinaison de 9,3° par rapport à l'écliptique.
Il est nommé d'après l'astronome amateur René Roy.

## Compléments